# Europejskie Igrzyska Halowe w Lekkoatletyce 1969 – skok w dal mężczyzn
Skok w dal mężczyzn – jedna z konkurencji technicznych rozgrywanych podczas lekkoatletycznych europejskich igrzysk halowych w hali Palac Lodowy w Belgradzie. Rozegrano od razu finał 8 marca 1969. Zwyciężył reprezentant NRD Klaus Beer. Tytułu zdobytego na poprzednich igrzyskach nie bronił Igor Ter-Owanesian ze Związku Radzieckiego.

## Rezultaty

### Finał
Rozegrano od razu finał, w którym wzięło udział 11 skoczków.

Opracowano na podstawie materiału źródłowego.
| Miejsce | Zawodnik             | Wynik |
| ------- | -------------------- | ----- |
| 1       | Klaus Beer           | 7,77  |
| 2       | Lynn Davies          | 7,76  |
| 3       | Rafael Blanquer      | 7,63  |
| 4       | Vasile Sărucan       | 7,61  |
| 5       | Miljenko Rak         | 7,53  |
| 6       | Mauri Myllymäki      | 7,42  |
| 7       | Reinhold Boschert    | 7,39  |
| 8       | Stanisław Szudrowicz | 7,38  |
| 9       | Lars-Olof Höök       | 7,33  |
| 10      | André Vix            | 7,28  |
| 11      | Terje Haugland       | 7,10  |